# كيمياء عصبية

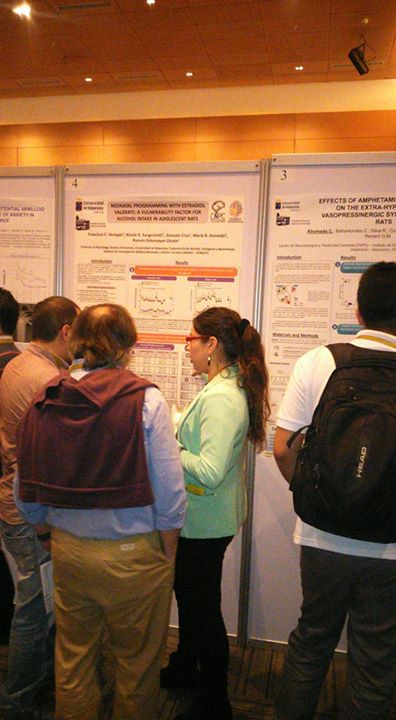

الكيمياء العصبية (بالإنجليزية: Neurochemistry )‏ هي دراسة محددة عن الكيماويات العصبية، والتي تشمل الناقلات العصبية وجزيئات أخرى مثل الأدوية العصبية النشطة التي تؤثر على الخلايا العصبية. هذا المبدأ يدرس عن كثب الطريقة التي تؤثر بها الكيماويات العصبية على شبكة عمل الأعصاب. يُقدّم هذا المجال المتطور لعلم الأعصاب للكيميائيين في مجال الأعصاب اتصال جزئي- كلي بين تحليل المركبات العضوية النشطة في الجهاز العصبي والعمليات العصبية مثل المرونة القشرية، الخلايا العصبية الجذعية، وتمايز العصبية.

## نبذة تاريخية
تأسيس الكيمياء العصبية كتخصص نادر عبارة عن أصول لسلسلة من «الندوات الدولية للكيمياء العصبية»، حيث نُشر أول مجلد للندوة الأولى عام 1954 بعنوان الكيمياء الحيوية للجهاز العصبي النخامي. أدّت هذه اللقاءات
إلى تشكيل الجمعية الدولية للكيمياء العصبية والجمعية الأمريكية للكيمياء العصبية. ناقشت هذه اللقاءات في وقت مبكر طبيعة المواد الأولية للناقلات العصبية الممكنة مثل الأسيتيل كولين، هيستامين، مادة P " نيروببتيد "، وسيروتونين. وبحلول عام 1972، كانت الأفكار أكثر واقعية، حيث صُنفت الكيماويات العصبية مثل نورإبينفرين، دوبامين، والسيرتونين كـ «ناقلات عصبية وهمية في مناطق معينة من الجهاز العصبي في الدماغ».

## وصلات خارجية
- Basic Neurochemistry online, searchable textbook
- American Society for Neurochemistry